# Biot (Alpes-Maritimes)
Pour les articles homonymes, voir Biot.
Biot (prononcé [bjɔt], « Biotte ») est une commune française située dans le département des Alpes-Maritimes, au sein de la région Provence-Alpes-Côte d'Azur. Ses habitants sont appelés les Biotois. De nos jours fortement urbanisée, de plus en plus intégrée à l'agglomération bordant le littoral azuréen, elle a cependant conservé presque intact le village perché qui est son cœur historique, tandis que des nouveaux quartiers ont été édifiés en contrebas à partir de la deuxième moitié du vingtième siècle, aux dépens de terres agricoles qui étaient notamment consacrées à l'horticulture sous serres. La technopole de Sophia Antipolis occupe environ un tiers du territoire de la commune.

## Géographie

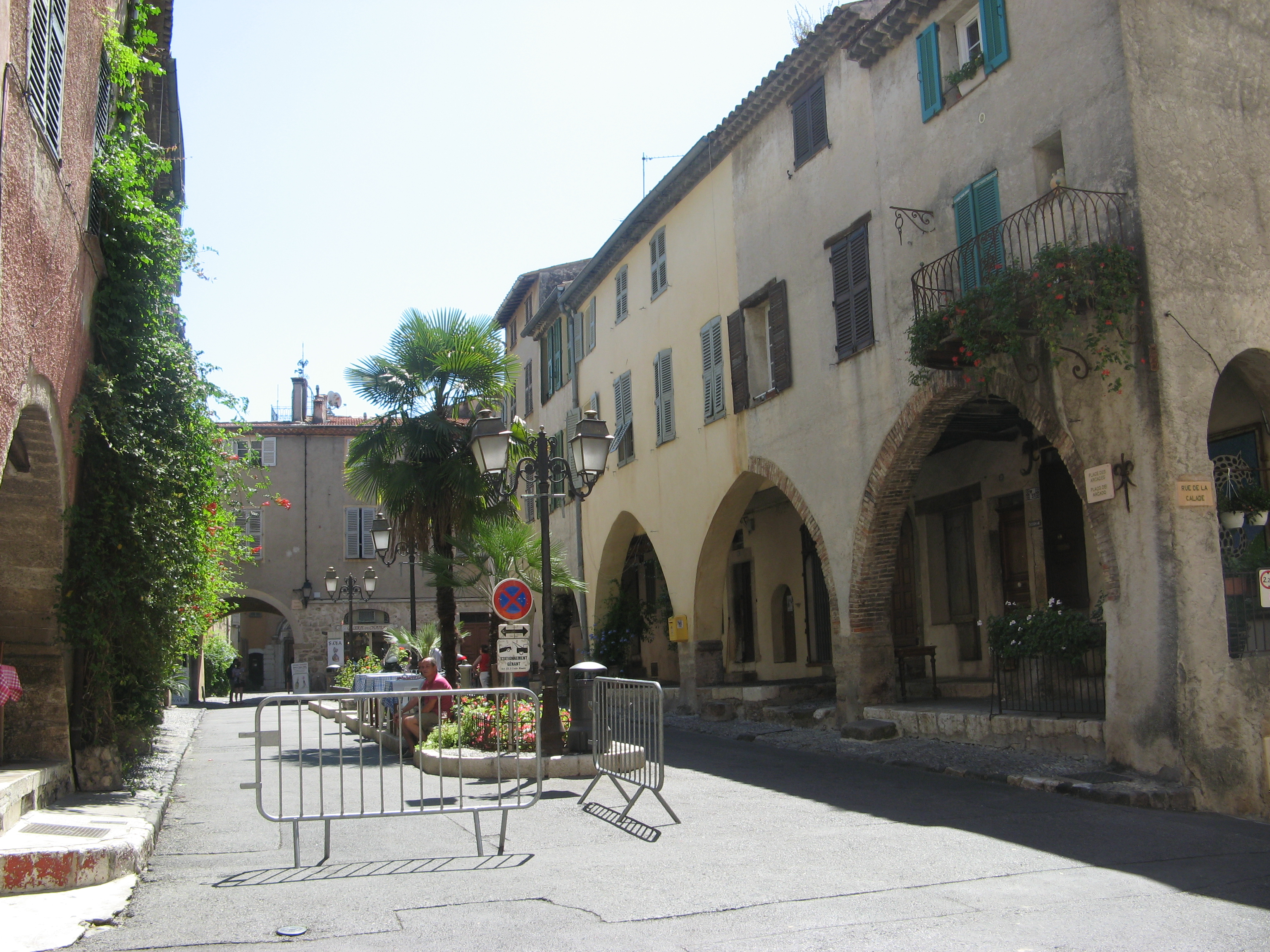
La place des Arcades.

Proche du littoral de la Méditerranée, la commune de Biot est située entre Cannes et Nice ; elle est limitrophe de la ville d'Antibes. Biot compose, avec Antibes, Mougins, Valbonne, Vallauris  et d’autres communes Sophia Antipolis, la première technopole d’Europe avec plus de trente mille employés dans la haute technologie.
| Valbonne, Villeneuve-Loubet | Villeneuve-Loubet | Villeneuve-Loubet |
| Valbonne                    | Biot              | Villeneuve-Loubet |
| Antibes, Valbonne           | Antibes           | Antibes           |

### Géologie
La partie Est de la commune de Biot est établie sur les coulées de lave d'un ancien volcan, il s'agit notamment du dôme des Aspres (ou dôme de Biot). Ce site présente de la cinérite, roche volcanique qui a fait l'objet d'extraction pour la réalisation de fours de boulangerie, mais également des bombes volcaniques dans une gangue de cendres. Par sa géologie, et les mares temporaires présentes sur ce lien, il s'agit d'un site remarquable par sa flore, classé au titre de Natura 2000. Le volcan était situé au large de la côte, compte tenu du fait que la région des Alpes du Sud est, de fait, située sur une ancienne faille tectonique. Par ailleurs, on a retrouvé des roches volcaniques dans les terres avant la construction massive des habitats.
Le sud de la commune, présente une géologie bien différente avec plusieurs zones d’extraction de sable, notamment les grottes de l'avenue du jeu de la baume, l'ancienne carrière SIAD au nord du village et le site de Silices et Refractaire.

### Climat
Pour des articles plus généraux, voir Climat de Provence-Alpes-Côte d'Azur et Climat des Alpes-Maritimes.
En 2010, le climat de la commune est de type climat méditerranéen franc, selon une étude du Centre national de la recherche scientifique s'appuyant sur une série de données couvrant la période 1971-2000. En 2020, Météo-France publie une typologie des climats de la France métropolitaine dans laquelle la commune est exposée à un climat méditerranéen et est dans la région climatique Var, Alpes-Maritimes, caractérisée par une pluviométrie abondante en automne et en hiver (250 à 300 mm en automne), un très bon ensoleillement en été (fraction d’insolation > 75 %), un hiver doux (8 °C) et peu de brouillards.
Pour la période 1971-2000, la température annuelle moyenne est de 15,6 °C, avec une amplitude thermique annuelle de 14,3 °C. Le cumul annuel moyen de précipitations est de 868 mm, avec 6,4 jours de précipitations en janvier et 2,1 jours en juillet. Pour la période 1991-2020, la température moyenne annuelle observée sur la station météorologique de Météo-France la plus proche, « Antibes », sur la commune d'Antibes à 6 km à vol d'oiseau, est de 15,9 °C et le cumul annuel moyen de précipitations est de 879,5 mm. 
La température maximale relevée sur cette station est de 38,5 °C, atteinte le 17 juillet 2003 ; la température minimale est de −4,4 °C, atteinte le 1er mars 2005,,.
| Mois                                  | jan.          | fév.            | mars          | avril          | mai            | juin          | jui.            | août            | sep.          | oct.           | nov.            | déc.          | année     |
| ------------------------------------- | ------------- | --------------- | ------------- | -------------- | -------------- | ------------- | --------------- | --------------- | ------------- | -------------- | --------------- | ------------- | --------- |
| Température minimale moyenne (°C)     | 4,2           | 4,3             | 6,5           | 9              | 12,8           | 16,7          | 19,1            | 19,1            | 15,7          | 12,4           | 8,2             | 5             | 11,1      |
| Température moyenne (°C)              | 8,8           | 9,1             | 11,4          | 13,8           | 17,6           | 21,5          | 24,1            | 24,3            | 20,8          | 17             | 12,7            | 9,7           | 15,9      |
| Température maximale moyenne (°C)     | 13,5          | 13,9            | 16,2          | 18,5           | 22,3           | 26,3          | 29,1            | 29,6            | 25,9          | 21,6           | 17,2            | 14,3          | 20,7      |
| Record de froid (°C) date du record   | −4 21.01.23   | −3,4 06.02.12   | −4,4 01.03.05 | 0,3 14.04.1998 | 4,1 07.05.1991 | 8,8 01.06.06  | 11,9 13.07.1993 | 11,7 23.08.1988 | 7 15.09.1988  | 0,5 30.10.1997 | −2,8 22.11.1998 | −3,3 30.12.05 | −4,4 2005 |
| Record de chaleur (°C) date du record | 22,8 11.01.15 | 26,3 15.02.1990 | 26 11.03.23   | 28 24.04.23    | 31,8 27.05.22  | 35,8 25.06.17 | 38,5 17.07.03   | 38,5 01.08.06   | 33,9 15.09.22 | 31 10.10.1997  | 27 04.11.04     | 23,2 11.12.23 | 38,5 2006 |
| Précipitations (mm)                   | 88,3          | 59,7            | 58            | 74             | 47             | 30,2          | 17,1            | 24,3            | 89,8          | 132,5          | 155,6           | 103           | 879,5     |

| Diagramme climatique                                  |             |           |         |            |              |              |              |              |               |              |          |
| J                                                     | F           | M         | A       | M          | J            | J            | A            | S            | O             | N            | D        |
| 13,54,288,3                                           | 13,94,359,7 | 16,26,558 | 18,5974 | 22,312,847 | 26,316,730,2 | 29,119,117,1 | 29,619,124,3 | 25,915,789,8 | 21,612,4132,5 | 17,28,2155,6 | 14,35103 |
| Moyennes : • Temp. maxi et mini °C • Précipitation mm |             |           |         |            |              |              |              |              |               |              |          |

Les paramètres climatiques de la commune ont été estimés pour le milieu du siècle (2041-2070) selon différents scénarios d'émission de gaz à effet de serre à partir des nouvelles projections climatiques de référence DRIAS-2020. Ils sont consultables sur un site dédié publié par Météo-France en novembre 2022.

### Hydrographie
Le territoire communal de Biot est traversé du nord-ouest vers le sud-est par le petit fleuve côtier de la Brague. Soumis au climat méditerranéen, de régime hydrologique dit pluvial méridional, il peut parfois connaître de fortes crues.

## Urbanisme

### Typologie
Au 1er janvier 2024, Biot est catégorisée ceinture urbaine, selon la nouvelle grille communale de densité à 7 niveaux définie par l'Insee en 2022.
Elle appartient à l'unité urbaine de Nice, une agglomération intra-départementale dont elle est une commune de la banlieue,. Par ailleurs la commune fait partie de l'aire d'attraction de Cannes - Antibes, dont elle est une commune de la couronne,. Cette aire, qui regroupe 24 communes, est catégorisée dans les aires de 200 000 à moins de 700 000 habitants,.

### Occupation des sols
L'occupation des sols de la commune, telle qu'elle ressort de la base de données européenne d’occupation biophysique des sols Corine Land Cover (CLC), est marquée par l'importance des territoires artificialisés (53,2 % en 2018), en augmentation par rapport à 1990 (38 %). La répartition détaillée en 2018 est la suivante : 
zones urbanisées (43,7 %), forêts (33,3 %), milieux à végétation arbustive et/ou herbacée (13,4 %), espaces verts artificialisés, non agricoles (5,2 %), zones industrielles ou commerciales et réseaux de communication (4,3 %).
L'évolution de l’occupation des sols de la commune et de ses infrastructures peut être observée sur les différentes représentations cartographiques du territoire : la carte de Cassini (XVIIIe siècle), la carte d'état-major (1820-1866) et les cartes ou photos aériennes de l'IGN pour la période actuelle (1950 à aujourd'hui).

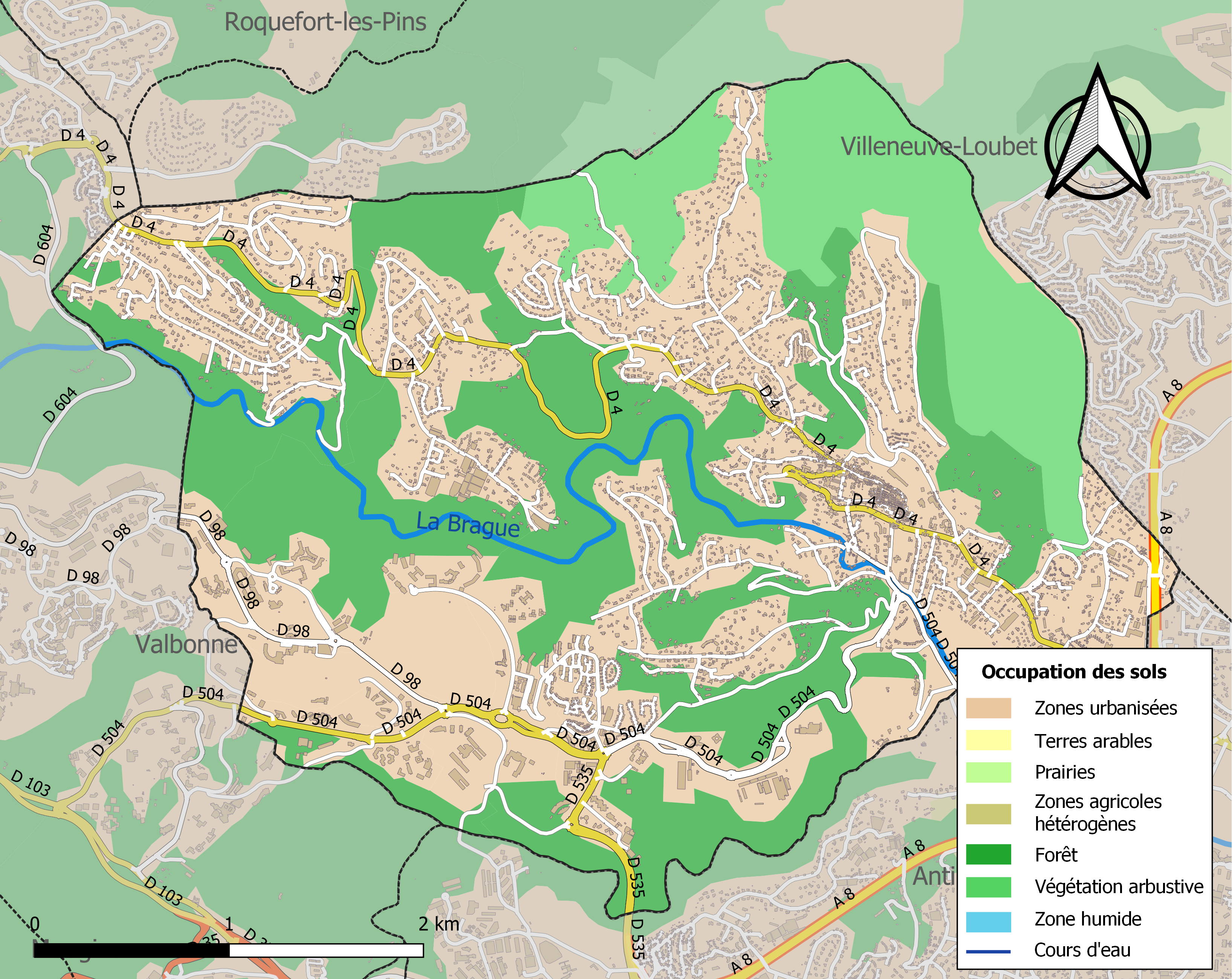
Carte de l'occupation des sols de la commune en 2018 (CLC).

## Histoire

### Biot
Comme la plupart des communes du littoral des Alpes-Maritimes, le territoire de Biot a livré des vestiges d'une occupation ancienne. Le plus grand nombre se rapporte à l'époque romaine.

#### Protohistoire
Au IIe siècle av. J.-C., le territoire de Biot devait être contrôlé par les Décéates, appartenant aux populations ligures. De nombreux vestiges attestent le passage des Grecs. À la suite de l'intervention du consul romain Quintus Opimius en 154 av. J.-C. contre les Décéates et les Oxybiens, le territoire de Biot passe dans le domaine d'Antipolis (Antibes) et le reste jusque dans l'Antiquité tardive.

#### L'époque romaine
Les traces d'occupation d'époque moderne sont nombreuses sur le territoire de la commune de Biot et parfois monumentales.

##### L'aqueduc de Fontvieille
Pour alimenter la cité d'Antipolis (Antibes), deux aqueducs sont construits à l'époque romaine : l'aqueduc de la Bouillide qui prend sa source à Valbonne et l'aqueduc de Fontveille qui prend sa source à Biot. Ce dernier est redécouvert et remis en service à la fin du XVIIIe siècle, par le chevalier d'Aguillon. Son tracé longeant la route Nationale 7 et remontant vers la source de Fontvielle est bien connu.

##### Le mausolée de la Chèvre d'Or
Il s'agit d'une construction de l’époque romaine, également appelé Tour de la chèvre d'or , situé chemin de la chèvre d'or et classé a l'inventaire des monuments historiques.

##### L'exploitation agricole des Chappes
Dans le quartier des Chappes, actuellement dans le domaine de Sophia-Antipolis, a été fouillée, dans les années 1990, une ferme datée du IIIe siècle spécialisée dans la fabrication de l'huile d'olive ou du vin, comme le montre la présence de bassins et de pressoirs associés à de grandes jarres de stockage (dolium). Le plan de ce bâtiment peut être rapproché des grandes unités de productions vinicoles ou oléicoles qui se développent à partir du (Absence de datation) et remplacent les unités plus modestes des siècles précédents, comme celle des Encourdoules à Vallauris, ou le Mont-Bastide à Èze.

### Moyen Âge

#### Naissance de Biot
Les premières mentions textuelle de Biot remontent au XIe siècle. La plus ancienne est une charte de l'abbaye de Saint-Victor de Marseille. Un autre texte nous apprend que l'abbaye de Lérins possède à Clausonne, vers 1042, une chapelle vouée à saint Félix.
Au XIIe siècle, l'église et le castrum de Biot (de Buzoto ou Bisoto) figurent dans plusieurs confirmations par le pape des biens de l'évêque d'Antibes.[réf. nécessaire]

#### Une possession templière
Du XIIe au XIVe siècle, une très remarquable suite de chartes originales provenant des archives du Temple nous donne une idée d'ensemble de ce que sont alors le castrum et la villa de Biot.
En 1209, le Comte Alphonse II de Provence fait donation à l'ordre du Temple de tout ce qu'il possède à Biot.
Les templiers rachètent aussitôt les meilleures terres du pays, fondent dans le castrum, une maison qui devient bien vite l'un des plus importants établissements que l'ordre religieux possède dans la région.
Cependant, les Templiers ne doivent pas tarder à disparaître. En janvier 1308, le Comte de Provence, obéissant aux instructions du souverain pontife, enjoint à ses officiers de les faire arrêter.
Leurs biens sont remis aux Hospitaliers de Saint-Jean de Jérusalem.[réf. nécessaire]

#### Malheurs et restauration du village à la fin du Moyen Âge
Biot, comme l'ensemble de la Provence, est exposée, dans la deuxième moitié du XIVe siècle, à la peste noire et à la guerre des bandes.
Le village détruit par la soldatesque en 1387, devient un repaire de brigands et une base d'opérations pour les pirates qui infestent la côte.[réf. nécessaire]

« En 1470, le roi René de Provence décide de repeupler Biot. Il accorde à une cinquantaine de familles venues du Val d’Oneille (Imperia) le droit de s’installer sur ce territoire. Les nouveaux arrivants bénéficient de nombreux privilèges: libre usage des terres, possibilité de reconstruire le village, de pêcher en mer, de « chasser les bêtes fauves », le tout sans impôts pendant 25 ans. Biot est reconstruit rapidement. Il s’y développe une activité de poterie qui en fait sa richesse pendant des siècles. Leurs descendants habitent encore Biot »

Le Roi René établit à Biot, en 1470, une cinquantaine de familles originaires de la vallée d'Oneille (Italie).

### Époque moderne
Biot, fortifiée dans la deuxième moitié du XIVe siècle, joue un rôle important dans les événements militaires qui se déroulent aux environs, et connaît, à différentes reprises, toutes les horreurs de la guerre. Ainsi en 1636, trois cents Biotois sont armés pour participer à la reprise des îles de Lérins occupées par les Espagnols. En 1707, le village est occupé, pillé et détruit par les troupes austro-sardes et en 1746, lors de la guerre de Succession d'Autriche, Biot est occupée par les troupes austro-piémontaises, ses habitants devant l'évacuer et se réfugier quarante jours à Antibes ; lors de chacun de ces deux épisodes, les cultures sont dévastées.

### Époque contemporaine
Le 12 juin 1898, le cœur du village connaît un nouvel événement tragique : lors d'un repas de communion qui réunit plus de quarante personnes, des bâtisses de la rue de la Poissonnerie (possiblement fragilisées par le séisme de 1887 en Ligurie) s’écroulent ; vingt-trois (ou vingt-six, selon les sources) personnes y périssent. Resté non construit, l’emplacement de la tragédie est nommé par la suite : « place de la Catastrophe ». Une plaque commémorative portant le nom des victimes y est inaugurée le 17 décembre 1899.
Le 3 octobre 2015, Cannes, Antibes et leurs environs sont touchés par de violentes intempéries entraînant des inondations, qui sont à l'origine de vingt morts, dont trois à Biot : des femmes âgées, noyées au rez-de-chaussée de la maison de retraite privée du Clos Saint-Grégoire. Les dégâts matériels dans des parties basses de la commune sont importants, touchant particulièrement la verrerie.
En 2016, Patrick Mouratoglou déménage son académie de tennis sur le territoire de Biot.
En 2023, la forte augmentation des prix de l'électricité met en péril l'équilibre économique et la pérennité des verreries de Biot.

## Politique et administration

### Liste des maires
En 2010, la commune de Biot a été récompensée par le label « Ville Internet @@@ ».
| Période | Période  | Identité                | Étiquette   | Qualité                                                 |
| ------- | -------- | ----------------------- | ----------- | ------------------------------------------------------- |
| 1945    | 1961     | Henri Carpentier        | SE puis DVG | Médecin                                                 |
| 1961    | 1971     | Éloi Monod              | PCF         | Fondateur de la Verrerie de Biot                        |
| 1971    | 1977     | André Moynet            | RI          | Pilote dans l'aviation, ancien député de Saône-et-Loire |
| 1977    | 1983     | Marcel Camatte          | UDF         | Aubergiste                                              |
| 1983    | 1989     | Michèle Gilardi         | UDF         | Commerçante                                             |
| 1989    | 2001     | Pierre Operto           | UDF         | Horticulteur                                            |
| 2001    | 2008     | François-Xavier Boucand | SE-DVG      | Économiste, professeur de management                    |
| 2008    | 2014     | Jean-Pierre Dermit      | UMP         | Operational manager                                     |
| 2014    | 2020     | Guilaine Debras         | SE          | Formatrice, chef d'entreprise                           |
| 2020    | En cours | Jean-Pierre Dermit      | LR          | Operational manager                                     |

Début 2018, la ville était recommandée à 82 % par ses habitants. Selon les Biotois, les bonnes raisons de vivre à Biot sont le cadre de vie, les loisirs et activités culturelles[réf. nécessaire].

### Jumelages
- Vernante (Italie)
- Tacoma (États-Unis)

## Démographie

### Évolution démographique
L'évolution du nombre d'habitants est connue à travers les recensements de la population effectués dans la commune depuis 1793. Pour les communes de moins de 10 000 habitants, une enquête de recensement portant sur toute la population est réalisée tous les cinq ans, les populations de référence des années intermédiaires étant quant à elles estimées par interpolation ou extrapolation. Pour la commune, le premier recensement exhaustif entrant dans le cadre du nouveau dispositif a été réalisé en 2007.

En 2022, la commune comptait 10 196 habitants, en évolution de +4 % par rapport à 2016 (Alpes-Maritimes : +2,85 %, France hors Mayotte : +2,11 %).
| 1793  | 1800  | 1806  | 1821  | 1831  | 1836  | 1841  | 1846  | 1851  |
| ----- | ----- | ----- | ----- | ----- | ----- | ----- | ----- | ----- |
| 1 000 | 1 000 | 1 078 | 1 138 | 1 267 | 1 273 | 1 328 | 1 278 | 1 268 |

| 1856  | 1861  | 1866  | 1872  | 1876  | 1881  | 1886  | 1891  | 1896  |
| ----- | ----- | ----- | ----- | ----- | ----- | ----- | ----- | ----- |
| 1 225 | 1 326 | 1 367 | 1 355 | 1 343 | 1 345 | 1 206 | 1 215 | 1 336 |

| 1901  | 1906  | 1911  | 1921  | 1926  | 1931  | 1936  | 1946  | 1954  |
| ----- | ----- | ----- | ----- | ----- | ----- | ----- | ----- | ----- |
| 1 106 | 1 169 | 1 186 | 1 053 | 1 211 | 1 293 | 1 413 | 1 280 | 1 513 |

| 1962  | 1968  | 1975  | 1982  | 1990  | 1999  | 2006  | 2007  | 2012   |
| ----- | ----- | ----- | ----- | ----- | ----- | ----- | ----- | ------ |
| 2 048 | 2 656 | 2 745 | 3 680 | 5 575 | 7 395 | 8 791 | 8 995 | 10 054 |

| 2017  | 2022   | - | - | - | - | - | - | - |
| ----- | ------ | - | - | - | - | - | - | - |
| 9 733 | 10 196 | - | - | - | - | - | - | - |

### Pyramide des âges
En 2021, le taux de personnes d'un âge inférieur à 30 ans s'élève à 34,9 %, soit au-dessus de la moyenne départementale (31,0 %). À l'inverse, le taux de personnes d'âge supérieur à 60 ans est de 25,3 % la même année, alors qu'il est de 31,0 % au niveau départemental.
En 2021, la commune comptait 4 954 hommes pour 4 926 femmes, soit un taux de 50,14 % d'hommes, largement supérieur au taux départemental (47,26 %).
Les pyramides des âges de la commune et du département s'établissent comme suit :
| Hommes | Classe d’âge | Femmes |
| ------ | ------------ | ------ |
| 0,6    | 90 ou +      | 1,8    |
| 6,5    | 75-89 ans    | 7,6    |
| 17,1   | 60-74 ans    | 17,1   |
| 21,4   | 45-59 ans    | 23,7   |
| 16,3   | 30-44 ans    | 18,4   |
| 21,7   | 15-29 ans    | 15,4   |
| 16,5   | 0-14 ans     | 16,1   |

| Hommes | Classe d’âge | Femmes |
| ------ | ------------ | ------ |
| 1,1    | 90 ou +      | 2,6    |
| 9,5    | 75-89 ans    | 12,2   |
| 17,6   | 60-74 ans    | 18,7   |
| 20,3   | 45-59 ans    | 19,9   |
| 18,1   | 30-44 ans    | 17,5   |
| 16,5   | 15-29 ans    | 14,6   |
| 16,8   | 0-14 ans     | 14,4   |

## Économie

### Historique
Sur une terre riche en argile, sable, manganèse et cinérite (pierre à fours), la poterie biotoise a trouvé depuis longtemps les conditions favorables à son expansion. Jusqu'au milieu du XVIIIe siècle, les jarres de Biot jouirent d'une grande renommée et étaient largement exportées par les ports d'Antibes et de Marseille. De nos jours, quelques ateliers en produisent encore ainsi que des poteries, des grès d'ornement et des pièces d'orfèvrerie. Depuis les années 1960, grâce à la construction en 1956 de la verrerie de Biot par Éloi Monod, la réputation de Biot s'est accrue. Ses verreries et leur célèbre verre à bulles, fait de ce « village » une référence mondiale dans le milieu de l'artisanat d'art en général, et du verre soufflé en particulier,.

### Contemporain
La partie Ouest de la Commune fait partie de la technopole de Sophia- Antipolis, il s'agit d'environ 1/3 de la surface de la technopole. Le développement exponentiel de la technopole Sophia Antipolis, technopole spécialisée dans les technologies de l'information et de la communication (TIC), créée en 1969, a permis à Biot un nouvel essor démographique et économique, portant la population de la commune de 3 000 à 10 000 habitants. Amadeus, entreprise la plus grande de Sophia-Antipolis basé a Biot avec plus de 4500 employés, leader mondiale en distribution des voyages, fait partie des 50 entreprises les plus grandes en capitalisation boursière d’Europe (devenu membre du Eurostoxx-50 en 2018).
Une coopérative d’artisans d'art a été créée en 2015, « la Créative des Métiers d'art », avec une boutique coopérative sur la place de l'Église. Biot est d'ailleurs membre du Creative Tourism Network, organisation internationale du tourisme créatif.

### Industrie
- Integra Neurosciences Implants (depuis 1985)[36]

### Transports

#### Chemin de fer
Proche au sud-est de sa limite communale, mais en dehors de son territoire, la commune de Biot est desservie par la gare de Biot. Celle-ci , très proche du littoral et de la plage de Marineland, est située sur la ligne de Marseille-Saint-Charles à Vintimille (frontière). S'y arrêtent des trains TER Provence-Alpes-Côte d'Azur. Cette gare est en fait située sur le territoire communal d'Antibes, mais à l'extrémité de la route départementale 4 la reliant à Biot.

#### Route
La pointe sud-est du territoire communal est traversée par l'autoroute A 8, mais sans échangeur à cette endroit. Proches cependant, sont, vers et depuis Marseille, les échangeurs du péage d'Antibes (sortie 44) et vers et depuis Nice, 
des Bouches du Loup / Villeneuve-Loubet-Plage (sortie 46) ; elles permettent de desservir Biot. Une infrastructure intermédiaire (sortie 45) est en projet.

## Culture locale et patrimoine

### Lieux et monuments

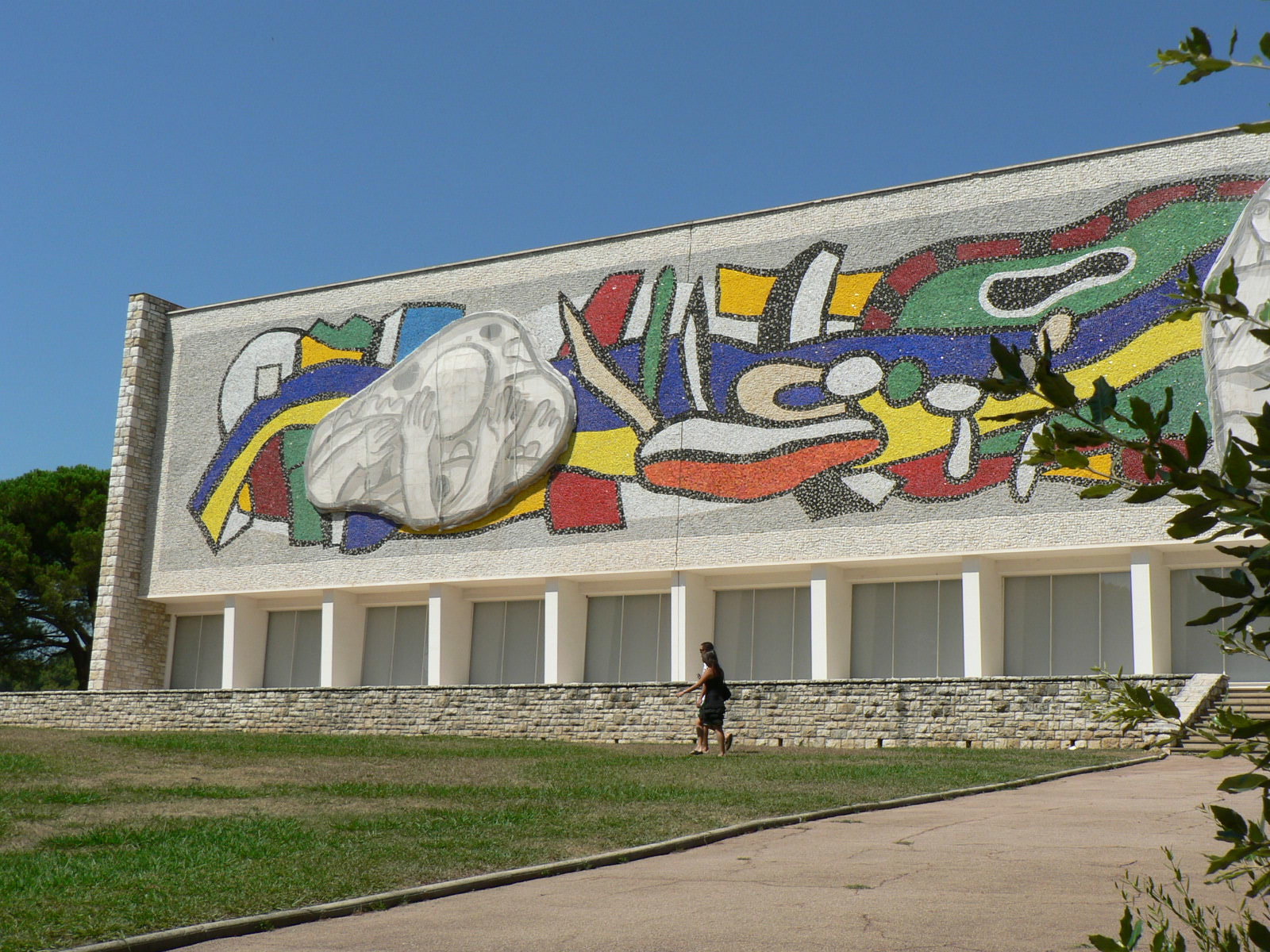
Le musée national Fernand-Léger à Biot.

Biot a constitué, dès le début du XVIe siècle, le plus important centre de fabrication de jarres à huile de la Méditerranée grâce à l'importance et à la qualité de ses gisements d'argile et de pierre à four.
Biot est aussi connu pour sa verrerie artisanale à verre bullé — créée en 1956 — ainsi que pour son musée national Fernand-Léger créé par Nadia Léger et Georges Bauquier.
Biot est aujourd'hui un village d'art où les potiers, les céramistes et les bijoutiers joailliers ouvrent leurs ateliers au public aux côtés de leurs amis verriers et peintres.
Monument romain « Tour de la Chèvre d'Or » classé M.H. en 1943.

### Édifices religieux
- Église Sainte-Marie-Madeleine, construite vers 1155, partiellement détruite en 1367, était décorée de peintures murales que l'évêque de Grasse fit effacer en 1699 pour indécence. Un chef-d'œuvre attribué à Louis Bréa y figure : le retable du Rosaire.
- Chapelle des Pénitents Blancs, rue Saint-Sébastien, construite en 1612, anciennement Notre-Dame-de-la-Miséricorde classé M.H.en 1984[38].
- Chapelle Saint-Roch, route de Valbonne, 1581 classé M.H. en 1949[39].
- Chapelle Saint-Éloi, route de Valbonne.
- Chapelle Notre-Dame, route de Valbonne.
- Chapelle Saint-Pierre, chemin des Cabots XIXe siècle.
- Chapelle rurale Notre-Dame des sept douleurs, chemin de Roquefort.
- Chapelle rurale Saint-Julien, chemin de Saint-Julien  XVIIe siècle.
- Chapelle rurale Saint-Jean, chemin de la Passerelle.
- Chapelle rurale Saint-Grégoire, chemin Saint-Grégoire XXe siècle.

### Manifestations culturelles et festivités
En 2009, la ville accueille la première édition du festival « Biot et les Templiers ». Cet évènement propose des spectacles, des démonstrations d'artisanat et un marché médiéval.
En 2023, la ville accueille à nouveau le festival après une pause de neuf ans depuis la précédente édition, en 2014. Lors de la huitième édition, le festival accueille plus de cent mille visiteurs, et est revendiqué comme le plus grand événement de la Côte-d'Azur en 2024.

### Tableaux
Le peintre Henri Rivière a peint plusieurs tableaux représentant Briot en 1930-1931 :

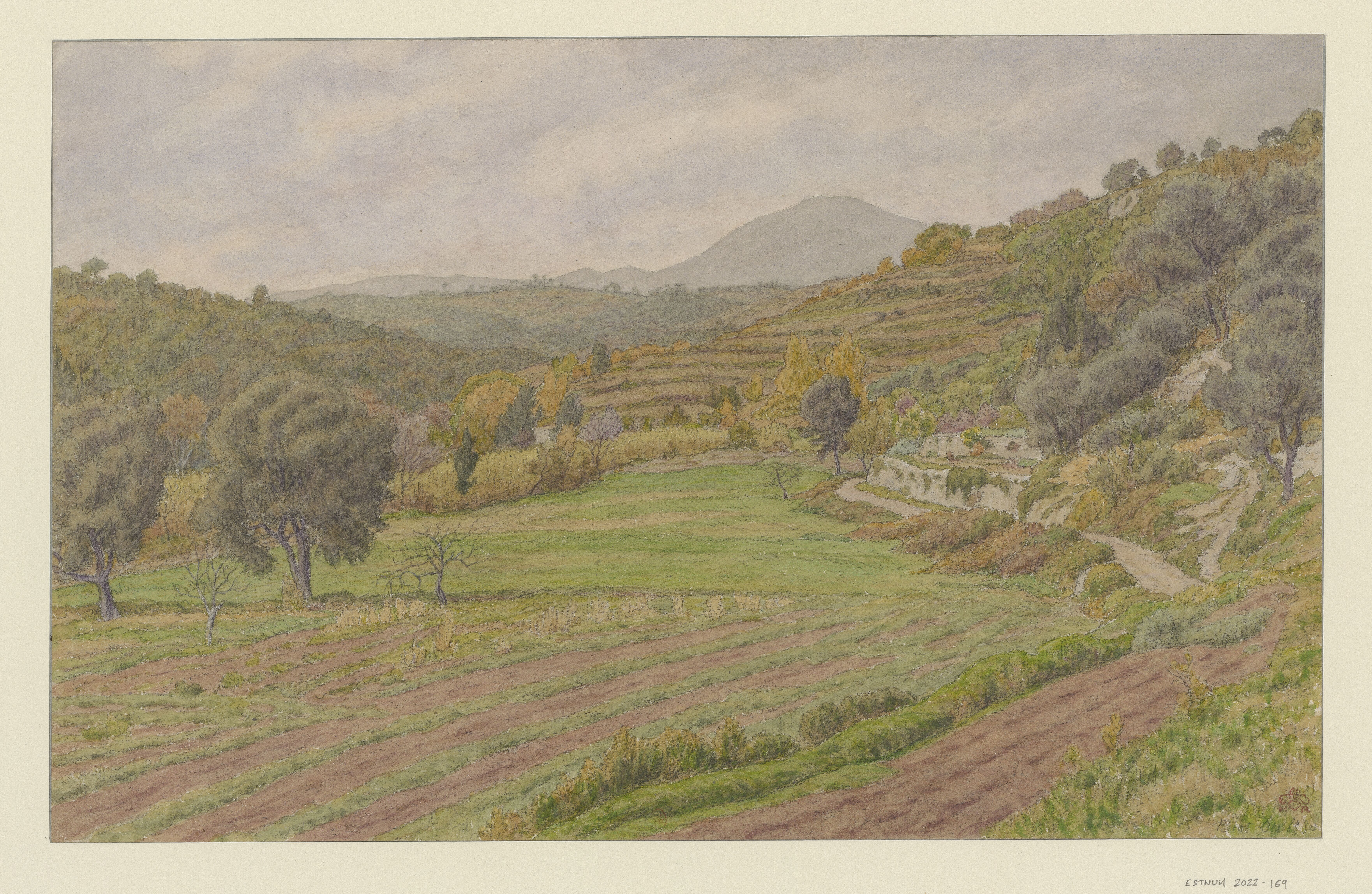
Biot (dessin, 1930).
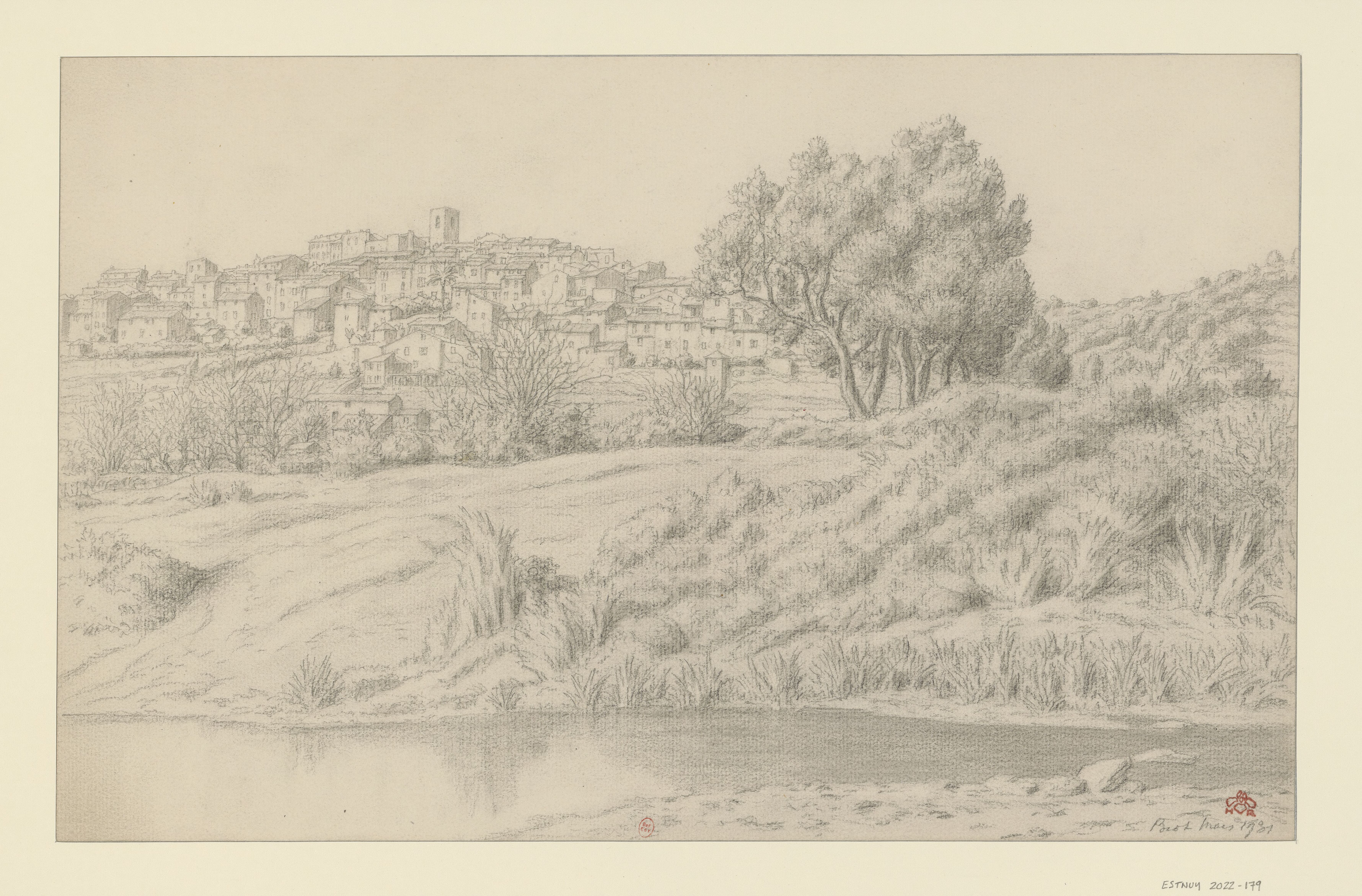
Biot (dessin, 1931).

### Personnalités liées à la commune
- Antoine Sémerie (1793 à Biot-1837 à Grasse), homme politique, député du Var de 1834 à 1837.
- Pierre-Joseph Olive (Biot 1817 - Biot 1899), architecte, a reconstruit l'école des garçons du village (1884) et a agrandi la « maison Olive ».
- Jean-Marc Bel (1855-1931), explorateur français, y est né.
- Fernand Léger (1881-1955), peintre français, y a résidé.
- Claude Autant-Lara, (1901-2000), réalisateur français, y a vécu.
- Léopold III (1901-1983) et la princesse Lilian (1916-2002) achètent le manoir des Clausonnes à Biot en 1969, où ils se sont rendus en vacances jusqu'aux années 1980. La demeure est ensuite vendue.
- Raymond Peynet (1908-1999), dessinateur humoristique, illustrateur et graveur français, y a vécu.
- Roland Brice (1911-1989), céramiste français, y a vécu à partir de 1947.
- Paul Cognasse (1914-1993), peintre, sculpteur et verrier français, y a résidé.
- Hans Hedberg (1917-2007), sculpteur et céramiste suédois, y a résidé.
- Éloi Monod (1918-2007), verrier, homme d'affaires et politique, fut maire de la commune ; et son épouse Lucette Augé-Laribé (1921-2011).
- Pierre Faniest (1926-2010), peintre français, y a résidé.
- Denis Essayie (1934-2005), orfèvre et créateur de bijoux français, y a grandi.
- Arlette Chacok (?-1997), styliste et créatrice française, y a vécu.
- Luc Le Mercier (1949-), peintre et sculpteur français, eut son atelier à Biot pendant des années et offrit à la commune une sculpture nommée la mariée, en 2007[45].
- Juliette Armanet (1984-), autrice-compositrice-interprète et musicienne française, y passe ses vacances[46].
- Feder (1987-), originaire de Biot.

### Héraldique
| Blason de Biot | Blason  | De gueules à la croix de Malte pommetée d'or surmontée d'un agneau pascal d'argent, la tête contournée. Devise / CriFaï o lesso faire (Fais, ou laisse faire). |
| Blason de Biot | Détails | Le statut officiel du blason reste à déterminer. |
| Blason de Biot | Alias   | De gueules à la croix de Malte pommetée d’argent. |